# Stephan Toscani

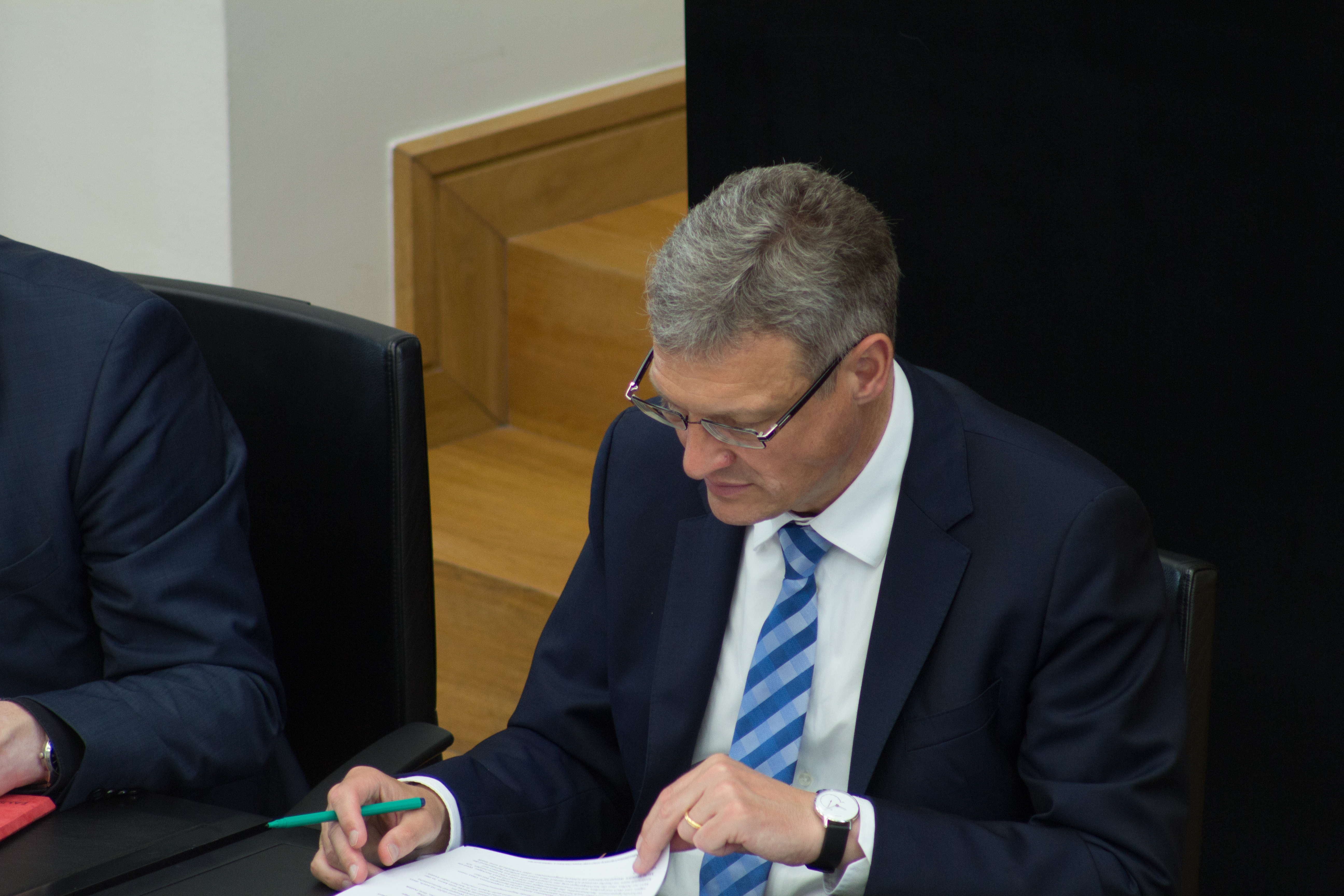
Stephan Toscani (2017)

Stephan Toscani (* 21. Februar 1967 in Saarbrücken) ist ein deutscher Politiker (CDU). Er ist seit 1999 Abgeordneter im Landtag des Saarlandes. Seit Mai 2022 ist er Landesvorsitzender der CDU Saar und Fraktionsvorsitzender seiner Partei und somit auch Oppositionsführer im saarländischen Landtag.
Zuvor war er von 2009 bis 2018 Landesminister in verschiedenen Ministerien des Saarlandes und im Anschluss bis 2022 Präsident des saarländischen Landtags.

## Leben
Toscani absolvierte 1986 sein Abitur am Von der Leyen-Gymnasium in Blieskastel. Nach einem Jurastudium an der Universität des Saarlandes leistete er von 1992 bis 1995 sein Referendariat mit Assessorexamen ab. Von 1996 bis 1999 war Toscani Regierungsrat im Bundesministerium für Bildung und Forschung in Bonn.
Stephan Toscani ist verheiratet und hat zwei Kinder.

## Politik
Toscani war von 1993 bis 1999 Landesvorsitzender der Jungen Union Saar. Von 2001 bis 2017 war er Vorsitzender des CDU-Kreisverbandes Saarpfalz und von 2003 bis November 2009 Generalsekretär der CDU Saar. Ab Mai 2011 war er Stellvertretender Vorsitzender der saarländischen CDU, zunächst unter Annegret Kramp-Karrenbauer, ab März 2018 unter Tobias Hans. Am 28. Mai 2022 wurde Toscani zum Vorsitzenden der CDU Saar gewählt.
Seit September 1999 ist Toscani Abgeordneter im Landtag des Saarlandes (12., 13., 14., 15. und 16. Wahlperiode). Von 2000 bis November 2009 war er Parlamentarischer Geschäftsführer der CDU-Fraktion im saarländischen Landtag. Von März 2018 bis April 2022 war er Landtagspräsident im Landtag des Saarlandes.
Toscani bekleidete von November 2009 bis August 2011 das Amt als saarländischer Landesminister für Inneres und Europaangelegenheiten im Kabinett Müller III und vom 24. August 2011 bis zum 9. Mai 2012 das Amt als Landesminister für Inneres, Kultur und Europa im Kabinett Kramp-Karrenbauer I. Nach dem Scheitern der Jamaika-Koalition wurden die Minister von FDP und Grünen am 18. Januar 2012 aus ihren Ämtern entlassen. Toscani übernahm die Geschäftsführung des zuvor von Klaus Kessler geführten Ministeriums für Bildung.
Vom 9. Mai 2012 bis zum 28. Februar 2018 war er Landesminister für Finanzen und Europa im Kabinett Kramp-Karrenbauer II, von April 2017 bis Februar 2018 zusätzlich Minister der Justiz im Kabinett Kramp-Karrenbauer III.
Ende Mai 2022 wurde Toscani nach dem Rücktritt von Tobias Hans Vorsitzender der CDU Saar und Fraktionsvorsitzender seiner Partei im Landtag des Saarlandes und damit auch Oppositionsführer.
Toscani ist Mitglied der überparteilichen Europa-Union Deutschland, die sich für ein föderales Europa und den europäischen Einigungsprozess einsetzt.